# Tlogo (Garung)
Tlogo is een bestuurslaag in het regentschap Wonosobo van de provincie Midden-Java, Indonesië. Tlogo telt 1860 inwoners (volkstelling 2010).